# Низовой корпус (Российская империя)
Низовой (Низовый) или Персидский) корпус — соединение Русской армии Петра I, созданное в 1721 году для защиты Каспийского побережья и северной Персии, в ходе Персидского похода 1722—1723 годов, которые позднее были приведены в подданство России.
Успехи русских войск во время похода и вторжение османского войска в Закавказье вынудили Персию заключить 12 (23) сентября 1723 года в Петербурге мирный договор, по которому к России отошли Дербент, Баку, Решт, провинции Ширван, Гилян, Мазендеран и Астрабад.

## История
Полевая пехота Русской армии по штатам, объявленным в 1711 году, состояла из двух гвардейских и 40 полевых армейских полков и 5 гренадерских. К этому штату в 1721 году было прибавлено 9 новых полков, составивших так называемый Низовый или Персидский корпус.
Приведённые Петром I в 1722 году в Персию 20 батальонов, наименованных по фамилиям их командиров, в 1723 году, по заключению мирного договора были оставлены в занятых персидских провинциях. В 1724 году, по представлению командовавшего войсками в этих провинциях генерала Матюшкина они были сведены в 10 пехотных полков 2-батальонного состава, при 4 ротах в батальоне, названных по наименованиям занятых провинций:
- Астрабатский (с 1732 года — Апшеронский)
- Дербентский (в 1743 году расформирован и направлен на комплектование флота)
- Бакинский (в 1741 году расформирован и направлен на комплектование экипажей Каспийского флота).
- Ширванский
- Зинзилинский (с 1732 года — Астраханский, в 1733 году — расформирован)
- Рящинский (с 1732 года — Каспийский, в 1733 году — расформирован)
- Гирканский (с 1732 года — Сулакский, в 1733 году — расформирован)
- Мизандронский (с 1732 года — Ставропольский, в 1733 году — расформирован)
- Дагестанский.

К концу царствования Петра Великого боевая сила Низовыго корпуса равнялась 12 400 человек.
К концу 1725 года к первым девяти полкам добавился Кескерский (с 1732 года — Кавказский, в 1733 году — расформирован) пехотный полк.
Одновременно все войска, находившиеся в этих провинциях, получили наименование Низового корпуса.
Летом 1726 года на усиление Низового корпуса из Европейской России в Персию было направлено ещё 5 пехотных полков 2-батальонного состава (по одной гренадерской и семи фузелерных рот в каждом):
- 1-й А. фон Девица, затем фон Феникбиров (с 1731 года — Ранокуцкий, с 1732 года по 1796 год назывался по именам шефов, с марта 1801 года вновь — Кабардинский)
- 2-й Вединга, затем Ступишина (с 1731 года — Ленкоранский, с 1732 года — Нашебургский, в 1834 году — расформирован)
- 3-й Дубасова (с 1731 года — Кергеруцкий, с 1732 года — Сальянский, в 1743 году — расформирован и направлен на комплектование флота)
- 4-й Маслова, затем Барыкова (с 1731 года — Астаринский, с 1732 года — Низовский)
- 5-й фон Лукеев (с 1731 года — Аджеруцкий, с 1732 года — Навагинский).

1726 году в Русском войске находились армянская и грузинская роты.
Летом 1728 года в Баку и крепость Святого Креста были доставлены два гарнизонных полка из Казани и Воронежа, которые Верховный тайный совет повелел именовать Куринским и Тенгинским (в 1790 — расформирован и направлен на комплектование Санкт-Петербургского гренадерского полка) пехотными полками.
Помимо этого в составе корпуса были драгунские, гусарские, казачьи и национальные кавлерийские полки и отряды, число и состав которых постоянно менялись.
В июне 1732 года, после заключения Рештского договора, завоеванные Петром I провинции были возвращены Персии. Полки Низового корпуса вернулись в пределы России и корпус был расформирован.

### Участие в боевых действиях
В 1728 году Надир-шах и самозванец Измаил, выдававший себя за сына умершего шаха, двинулись на русский корпус от Кессера и Лагиджана. Командующий русскими войсками Василий Левашев с небольшим отрядом, занял оборону в Реште. Когда персы подошли к городу, русские стремительно атаковали, разбив персов на голову. Затем Левашев двинулся против Измаила, но по дороге встретился с персидским визирем Карчибаши и также нанес ему поражение. Едва отразив вторжение персов, русские были вынуждены сразиться с афганцами, которые заняли Мазандеран и послали Левашеву требование в течение суток очистить Гилян. Левашев выслал против них отряд в 250 человек, который разбил афганцев у Лагиджана.

## Командующие
Командующий (главный начальник):
- с 28.09.1722 — генерал-майор, генерал-порутчик[4] Матюшкин, Михаил Афанасьевич[5]
- с 1726 — генерал-аншеф (с 1728 генерал-фельдмаршал) князь Долгоруков, Василий Владимирович[2]
- с 1728 — генерал-поручик Румянцев, Александр Иванович
- с 19.07.1730 — генерал-поручик Левашов, Василий Яковлевич[6]
- с 08.1732 — генерал-лейтенант принц Людвиг Вильгельм Гессен-Гомбургский
- с 27.07.1733 — генерал-аншеф Левашов, Василий Яковлевич

## Знамёна полков Низового корпуса
18 октября 1735 Анна Иоанновна повелела дать полкам «бывшего Низового корпуса» знамёна: одно белое, остальные произвольных цветов. На белых знаменах вместо фигуры Св. Георгия вышивался государственный герб с вензелем императрицы. На цветных — только вензель. Вензель императрицы изображался на золотом щите под императорской короной на голубом поле.

## Потери
…Через Низовой корпус за десять лет прошла целая армия — более 70 тысяч служивых, и почти половина из них сложили в «жарких краях» головы не в сражениях, а от «вредительного воздуха». Вместе с ними за эти годы несли службу примерно 24 тысячи донских и яицких казаков. […] Ещё нужно помянуть гибель моряков, строивших суда Каспийской флотилии и перевозивших пополнение, провиант и снаряжение, а также пять тысяч «работных людей», из которых почти все погибли.— И. Курукин